# CNNj
CNNj（シーエヌエヌジェイ）は、スカパー!プレミアムサービス・スカパー!（東経110度CS放送）やケーブルテレビで視聴できる、ニュースのCS放送専門チャンネルである。日本向けにCNNインターナショナルの放送を行なっている。

## 概要
- 2003年3月に、アメリカ・タイム・ワーナー傘下の24時間ニュース専門放送局・CNNの日本向けチャンネルとして開局した。日本側で運営するのは、それまでCNNインターナショナルを日本市場向けに配信していたテレビ朝日系の委託放送事業者・日本ケーブルテレビジョン（JCTV）が引き続き行っている。[1][2]
- 「CNNの持つ各ネットワークから日本の視聴者に合った番組をチョイスし、柔軟な番組編成を目指す。」といった趣旨で開局した。この様な混成編成のチャンネルはCNNとしては日本だけである。
- 現在は多くの時間帯で、二ヶ国語放送を行っている。2016年9月現在、ボイスオーバー形式での日本語同時通訳が入る主音声と、原音のままの副音声が毎日7時から24時の放送が行われている。なお、一部のCNNの番組のコマーシャルを除き、CMは全て英語のままで同時通訳は行われない。[3]
- 年に1回程度、日本に注目した番組や企画がCNNインターナショナルを中心に放送される。CNNjではこれらを総じてキャンペーンを行っている。[4]

## 歴史

### 開局以前
- 1982年から日本ケーブルテレビジョン（JCTV）が制作していた『CNN東京プライム』などの自社制作番組に、17時間30分（自主番組を除く）の放送を開始（主に東京地区限定。関西方面ではACTV（全関西ケーブルテレビ）が行っていた）。1989年よりCSで「CNNインターナショナル（以下、CNNI）」を開始。1995年から24時間放送を開始。

- 1990年代、CNNIのアジア太平洋向けの放送に加えて、JCTVは午後8時から30分間、アメリカ国内のみの放送だった『ショウビズ・トゥデー』の録画通訳放送を放送して独自編成を行っていたが、2002年に番組自体が終了した。

### CNNj開局
- 2003年、CNNjのリニューアルでは、従来の「CNNI」の番組に加え、CNNのアメリカ国内向け「CNN US」、ビジネスニュース専門の「CNNfn（Financial Network）」の3つのチャンネルの番組を日本の視聴者向けに1つのチャンネルとして独自に編成。画面下部のスクロールバーはCNNIのフォーマットをベースにしたものを使用。通常画面右下に表示されるチャンネルロゴは基本的に配信元チャンネルのものを流用するが、CNNI番組の場合は、CNNロゴの右側の地球マークが日本列島を中心にした独自のものになる。

- この方針の下、アメリカ国内のみで放送されている朝・夜間の主要番組を同時放送（『アメリカン・モーニング』、『ポーラ・ザーン・ナウ』、『ラリー・キング・ライブ』『アンダーソン・クーパー360°』など）、CNNfnからはエンターテインメントビジネスを扱う『The Biz』などを放送。そのため、国際報道のCNNIの放送番組は大幅に縮小された。CNN USの番組枠では、CNNIでニュース速報が放送されてもCNNjは放送しないことが多かった。『アメリカン・モーニング』が日本で放送されることから、出演者が来日し東京から生放送を行うなどのキャンペーンを行った。

- 2004年12月にはCNNfnが閉局し、2005年9月からはスペイン語放送の「CNN en Espanol」の放送を開始。2006年以降はCNNIの放送が増加し、『ワールド・ニュース・アジア』、『ユア・ワールド・トゥディ』・『ワールド・ニュース・ヨーロッパ』などの放送を開始。平日の12 - 13時間、土日などは18時間程度がCNNIの番組を放送していた。

- なお、『ショウビズ・トゥナイト』は、契約上CNNjで放送できないCNNヘッドラインニュースの番組である。ただし、過去に一度だけ例外的に放送されたことはある。

### 方針変更
- 2008年4月からは番組構成が大幅に変更されCNNI中心の編成となり、『アメリカンモーニング』などの多くのCNN USの番組を打ち切った。実際に2008年4月まではCNNIで国際的な緊急ニュースが発生してもCNN USの番組に強制的に切り替わる事や日本に馴染みのないアメリカ国内の緊急ニュースを放映する等が起こっていた。番組編成の変更により、当局の番組構成はCNNIのアジア・太平洋地区の番組構成に殆ど同一に近いものになり、CNN USの番組はCNNIで同時・録画放送されているか、特番として放送される場合に限られることとなった。

- また、日本人が出演する番組（「トーク・アジア」にて日本人が出演する回など）や特別番組等において、吹き替え（同時通訳はおこなわない）や日本語字幕が挿入されたものが放送されるなど、日本向けに配慮された番組が放送されることは方針変更後も実施している。

- 2010年12月よりアメリカ国内で放送されているCNN USのハイビジョン版をCNN/US HDとしてCNNjと別に開局することになった。この結果、日本ではCNNIベースのCNNj、CNN/US HDの2局体制になる。[5]

- 2012年9月29日、スカパー!プレミアムサービスにてハイビジョン放送を開始した。また、同日付で、スカパー!にて16:9の画角情報を付加し、フルサイズのSD放送を開始した。

- 2014年5月31日、スカパー！プレミアムサービスにて標準画質放送を廃止した。

- 2014年8月頃、CNN/US及びCNNインターナショナルのグラフィックデザインがフラットデザイン調の物に変更された。その時に赤い四角の中に白地のCNNの文字の入ったCNNロゴが導入されたが、そのデザインに寄せたCNNjロゴが2015年に入ってから新たに加わった。

- 2015年5月現在、CNNIと同一編成で放送されている。[6]

- 2016年12月1日、スカパー!プレミアムサービスの衛星一般放送事業者がスカパー・ブロードキャスティングからスカパー・エンターテイメントに変更。

## 送信方法
- 原則的にはジョージア州アトランタのCNNセンターから放送を送信している。これは単にCNNのすべてのチャンネルが1つの施設から送信されているためである。CNNjのサービス開始当時はラリー・キングやアンダーソン・クーパーなど録画放送が多かったが、解消傾向にある。

- 番組の合間に流れるCMの一部は日本国内向けにJCTVから送出される。[7][8]

- 同時通訳作業はJCTVのスタジオ内で行われている。なお、原則として同時通訳を使った音声多重放送（2か国語放送）は日本時間7時から24時の時間帯に行い、深夜の7時間は英語放送のみだが、重大事件や重要なイベントが発生した場合には深夜から早朝の時間帯でも同時通訳を継続する（「9.11」や、アメリカ合衆国大統領選挙の投開票日（現地時間）などで行われたことがある）。

- 日本向けキャンペーン時を中心に、JCTVによって事前に日本語によるナレーションが加えられた番組や日本語の字幕スーパーが挿入されている番組に差し替える事がある。日本語による字幕スーパーや日本語によるナレーションが付加された番組宣伝やチャンネル宣伝も恒常的に放送されている。

- 現在でも放送の一部で映像の一部をブラックアウトする場合がある。理由は著作権や放送権（夏季・冬季オリンピックなど）に関わるためで、当時の国内CATV向け放送や現在のCNNjでこの措置が講じられている。

## CNNjで放送されている主な番組（番組終了含む）
下記は基本的な放送編成であるが、重大な国際情勢に関するニュースがあれば、その都度番組の差し替えや短縮が行われる場合がある。
詳細は番組一覧を参照。
主なCNN USの番組（すなわちCNNIでも放送する番組）
| 番組名（日本語表記）       | 番組名（英語表記）  | 放送時間（日本時間）                       |
| -------------------------- | ------------------- | ------------------------------------------ |
| ラリー・キング・ライブ     | Larry King Live     | 毎日 昼前（60分）、毎日 夜（60分、再放送） |
| アンダーソン・クーパー360° | Anderson Cooper360° | 毎週火 - 土曜日 昼                         |

主なCNN/Intの番組
| 番組名（日本語表記） | 番組名（英語表記） | 放送時間（日本時間）      |
| -------------------- | ------------------ | ------------------------- |
| ワールドリポート     | World Report       | 毎日 随時放送             |
| ワールドスポーツ     | World Sport        | 毎日 随時放送             |
| トークアジア         | Talk Asia          | 土曜日 夜 他              |
| ワールド・ワン       | World One          | 月 - 金曜日 19:00 - 20:00 |

## CNNの日本での放送
- 日本におけるCNNの放送はCNNjの他に、いくつかの方法がある。
- NHK BS1（BS） - HLN、CNNスチューデントニュース
  - CNNはNHKとも提携しており、NHK-BS1ではHLNを「CNNヘッドラインニュース」として放送していた他、学生向けニュース番組「CNNスチューデントニュース」も放送していた。
- BSスカパー! スカパー!（BSデジタル放送） - CNNj、CNN US（CNN HD）
  - 2012年10月1日から月曜 - 金曜に『ワールド・ワン（World One）』をサイマル放送していた。2014年7月現在は平日19:00から1時間の間、CNN HDより供給される「ニュー・デイ（NEW DAY）」を生放送中。その他の時間帯に「トーク・アジア（Talk Asia）」などのニュースショーや情報番組などがCNNjより供給される。（無料放送）。
- AFN（AFN News） - CNN
  - AFNが供給する総合編成テレビチャンネルAFN Prime Pacific（HLNのみ1日1回程度）、AFN NewsでもCNNの番組を放送。
なお、AFNは在日米軍軍人及びその軍属向けの放送のため、これらの人々以外に視聴する手段は（限られたケースを除き）無い。
- テレビ朝日/JCTV（地上波、CS/CATV） - CNN US (CNN HD)、CNNI、CNNj
  - CNNは通信社以外にアメリカ国内外の放送局と提携の契約を結んでいる。1984年にテレビ朝日と提携し、これを機にCNNの映像がテレビ朝日のニュース番組で使われるようになる。CNNインターナショナルの日本での送信は日本ケーブルテレビジョン（JCTV）が受け持ち、現在のCNNjにつながる。
  - テレビ朝日は1984年、JCTVにあったスタジオから深夜と早朝にCNNの映像をベースにしたニュース番組『おはよう!CNN』と『CNNデイウォッチ』を開始。のちにデイウォッチは『CNNヘッドライン』に、おはよう!CNNは『CNNデイブレイク』『朝いち!!やじうま』『やじうまプラス』などに引き継がれた。
  - CNN USは日本でCNN/US HDとして2010年12月よりスカパー!HD（現・スカパー!プレミアムサービス）にてJCTV運営による放送開始。7:00から23:00の間でCNNjと同じ番組を放送している場合のみ、日本語通訳も付く。なお、CNN USのHD放送はアメリカ・カナダに次ぐもの。
- Hulu（インターネット動画配信） - CNN US (CNN HD)
  - 2017年6月2日からCNN/USをリアルタイム配信している[9]。2021年11月25日までは1日14時間の配信だったが、同月26日以降は終日配信に拡大した[9][10]。7:00から23:45の間でCNNjと同じ番組を放送している場合のみ、日本語通訳も付く。
- スカパー!番組配信（インターネット動画配信） - CNN US (CNN HD)、CNNj
  - CNN/USは2014年8月1日から、CNNjは2024年9月1日から[11]、リアルタイム配信をそれぞれ実施している[12][13]。